# Pierre Charles Silvestre de Villeneuve
Pour les articles homonymes, voir Villeneuve.
Pour les autres membres de la famille, voir maison de Villeneuve.
Pierre Charles Silvestre de Villeneuve, né le 31 décembre 1763 à Valensole et mort le 22 avril 1806 à Rennes, est un vice-amiral français.
Il est le commandant en chef de la flotte franco-espagnole lors de la célèbre bataille de Trafalgar de 1805 qui se solda par une cuisante défaite pour les coalisés, condamnant une possibilité d'invasion de l'Angleterre par Napoléon Ier.

## Biographie
Pierre Charles Silvestre de Villeneuve est le fils de Charles-Pierre de Villeneuve-Esclapon et d'Augustine de Clerissy-Trévans.
Engagé dans la marine à seize ans, il participe à la guerre d'indépendance des États-Unis. Malgré ses origines nobles, il prend fait et cause pour la Révolution et choisit de rester en France.
Capitaine de vaisseau en 1793, Contre-amiral en 1796, il prend part à l’expédition d'Égypte, sous les ordres de l'amiral Brueys, à bord du Guillaume Tell, où il commande l’arrière-garde de la flotte française à la bataille navale d’Aboukir, le 1er août 1798. Sans ordre et sans initiative, il assiste à la destruction successive de l'avant-garde puis du centre de l'escadre de Brueys, jusqu'à l'explosion du vaisseau-amiral L'Orient.

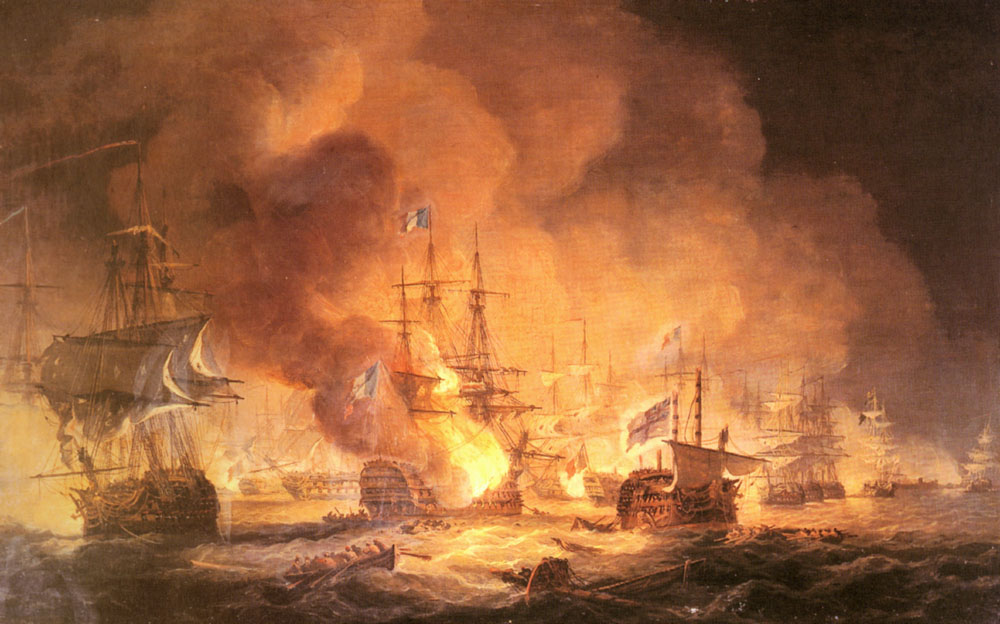
L'Orient incandescent à la Bataille d'Aboukir sur le Nil, par Thomas Luny, 1834.

Alors que les navires français sont détruits ou soumis successivement comme au casse-pipe, profitant de l'obscurité de la nuit, il parvient à s'échapper avec un autre vaisseau et deux frégates. Il est donc un des rares rescapés de ce désastre, ce  qui le drape d'une réputation d'homme discipliné et de chanceux. Il est commandant en chef des forces navales stationnées aux iles du Vent en 1802.
En 1804, il succède à Latouche-Tréville victime d'une crise cardiaque, comme vice-amiral de la flotte du Levant, grâce à  laquelle Napoléon Bonaparte compte débarquer au Royaume-Uni. Le plan de l’empereur qui ne convient guère au trop prudent Villeneuve consiste, pour l’escadre de Méditerranée, à passer en Atlantique, d’y récupérer la flotte espagnole (l’Espagne est alors alliée de la France), de s’y concentrer avec ostentation aux Antilles pour y attirer les Britanniques et, retraversant l’Atlantique, de rejoindre à Rochefort et Brest l’escadre de l’Atlantique  après quoi l’ensemble entrera dans la Manche et la tiendra le temps que l’armée du camp de Boulogne effectue la traversée et débarque au Royaume-Uni. Mais, s’il passe facilement le détroit de Gibraltar, il n’ose attaquer la flotte de l’amiral Horatio Nelson à la Martinique qui l'a poursuivi, avec retard, de la Méditerranée jusqu'aux Antilles.
Revenant vers l’Europe conformément au plan prévu mais sans avoir été rejoint par les escadres de Rochefort et de Brest (celle de Rochefort a vite fait demi-tour et celle de Brest n’a pas osé sortir face au blocus anglais), il rencontre inopinément une escadre britannique au large du cap Finisterre (au nord-ouest de l'Espagne) et lui livre un combat indécis, dit bataille des Quinze-Vingt (puisque opposant 20 vaisseaux franco-espagnols contre 15 britanniques, mais aussi, selon la légende, en référence au célèbre hôpital parisien pour aveugles parce qu’un épais brouillard fit du combat une canonnade aveugle). Au lieu de se diriger vers Rochefort ou Brest, il se replie sur Cadix le 18 août, où il laisse durant plusieurs semaines se démoraliser ses équipages déjà accablés par la maladie. Napoléon, dont les plans d'invasion sont ruinés, est furieux de cette « conduite infâme » et traite l’amiral de lâche. L'attitude de Villeneuve en Égypte et dans cette campagne peuvent en effet le faire juger trop hésitant, prudent à l'excès, ce qui le paralyse alors même que l'ordre lui a été donné par Napoléon de se diriger vers l'Italie. Sur les injonctions du ministre de la Marine Decrès, il finit par se décider à sortir au moment où Napoléon venait de décider de lui envoyer un successeur (l'amiral Rosily) qui n'arriva à Cadix que trois jours après la bataille.

### Bataille de Trafalgar

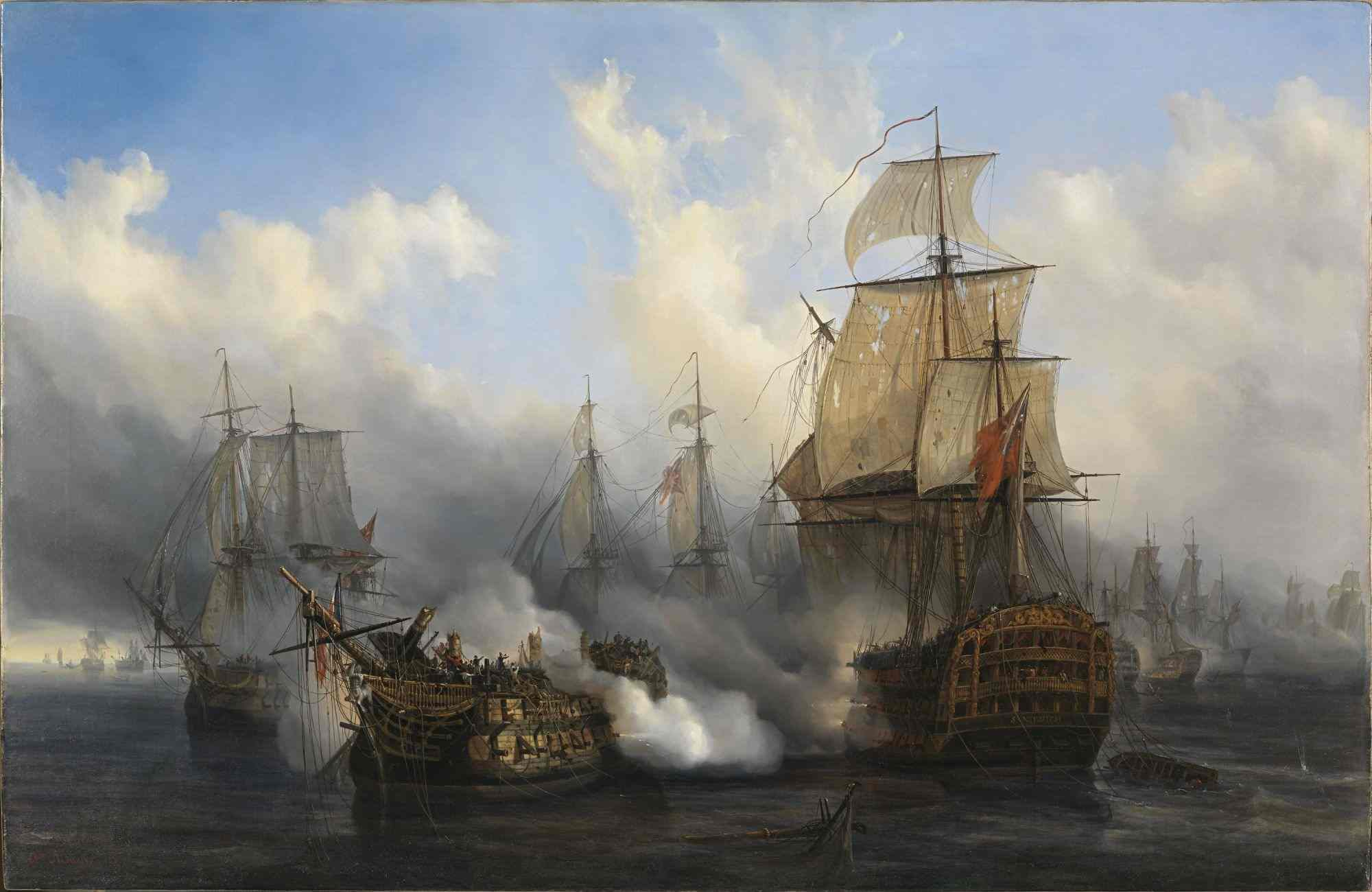
Le vaisseau de ligne français vaincu par le navire britannique à Trafalgar, tableau d'Auguste Mayer. Mayer commit une erreur en représentant le HMS Sandwich à Trafalgar, car il fut retiré du service dès 1797 alors que la Bataille de Trafalgar eut lieu en 1805..

L’amiral de Villeneuve, se décidant à sortir de Cadix à bord de son vaisseau amiral le Bucentaure, se heurta aux Britanniques au large du cap Trafalgar au nord-ouest du détroit de Gibraltar, pour finalement y perdre la bataille.

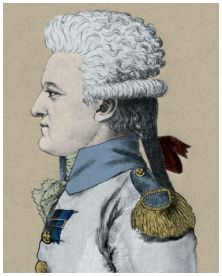
Villeneuve loin d'être indécis

Villeneuve avait étudié de longue date comment procédait Nelson (dont la tactique, différente des traditionnelles batailles en ligne, consistait à venir percer la ligne ennemie puis concentrer plusieurs vaisseaux contre un seul, le liquider et passer ensuite au suivant, système uniquement possible avec un adversaire moins habile et mobile, ce qui fut souvent le cas, comme à Aboukir). Contrairement aux idées reçues et à ce qui est souvent écrit, il ne s’en tint pas à la formation en ligne classique. Villeneuve, entouré de quelques-uns de ses meilleurs capitaines en particulier le vice-amiral espagnol Gravina et le contre-amiral Magon, a eu à Cadix  largement le temps de concevoir une stratégie pour faire face à l'éventualité hautement probable, d'une attaque de coupure de ligne ou d'encerclement en long de ligne par la flotte de Nelson. Ainsi il semble qu'ait été choisi de faire naviguer sur une ligne continue la majeure partie de la flotte avec notamment les vaisseaux les plus lents comme l'antique Santísima Trinidad, ligne imposante avec plus de 20 navires, qui masquerait une escadre dite « légère », constituée des navires les plus manœuvrants et des équipages les plus combatifs, et placée sous les ordres de l'amiral Gravina. Cette colonne serait placée sous le vent de l'escadre principale. Elle aurait aligné, entre autres, le Pluton du bouillant capitaine Cosmao-Kerjulien, l'Algésiras du contre-amiral Magon, l'Intrépide du capitaine Infernet, le Redoutable de Jean Jacques Étienne Lucas, sans doute aussi l'Achille de Louis Gabriel Deniéport ou le Neptune, en compagnie des meilleures unités espagnoles tels le San Juan Nepomuceno, le Churruca, l'Argonauta, le Montãnés,… et le Principe de Asturias de Gavrina, chargé de commander cette escadre de soutien. Placée en retrait de la flotte principale, elle aurait dû converger immédiatement vers le point de rencontre entre la flotte principale et les colonnes anglaises, pour renverser le surnombre attendu par Nelson et ses commandants, et pour éviter ainsi le débordement des unités coalisées. Hélas, dans l'ample houle du suroit, la flotte coalisée, trop hétéroclite pour naviguer de concert, se révèle incapable de maintenir sa ligne de bataille principale de façon continue, et l'escadre de soutien de Gravina en est réduite à s'éparpiller pour colmater au mieux les brèches, là où elle le peut. C'est donc sous une apparente seule ligne de bataille que la flotte franco-espagnole apparaîtra aux yeux britanniques, à qui reviendra in fine l'honneur légitime d'écrire l'histoire de ce 21 octobre 1805. Et c'est ainsi que l'infortuné Pierre Charles de Villeneuve, commandant de la plus puissante flotte jamais rassemblée dans l'Atlantique au début du XIXe siècle, sera déclaré principal responsable du désastre naval de la flotte impériale au large du cap Trafalgar, et sera présenté au jugement de l'Histoire de son temps et de son pays, coupable d'une énorme erreur de stratégie.
La véritable « faute » de Villeneuve, c'est dans les parages de la Corogne que celui-ci la commet. « Avec plus de vigueur au cap Finisterre, Villeneuve eût pu rendre l’attaque du Royaume-Uni praticable. Son apparition avait été combinée de très loin avec beaucoup d’art et de calcul, en opposition à la routine des marins qui entouraient Napoléon ; et tout réussit jusqu’au moment décisif ; alors la mollesse de Villeneuve vint tout perdre. » (Las Cases).
Dès lors, accablé, n'ordonnant plus la moindre manœuvre, il semble assister impuissant à la destruction de ses navires, y compris le sien. Bien que restant bien en vue sur son pont balayé par la mitraille, il reste indemne (contrairement à l’amiral espagnol Gravina et à Brueys à Aboukir).
La perte de cette bataille navale fut un véritable désastre pour la France et Napoléon, furieux contre Villeneuve, renonça définitivement à envahir le Royaume-Uni.
Lors de cette bataille navale, les Britanniques, bien que victorieux, perdirent leur plus célèbre amiral, Horatio Nelson, blessé mortellement par un tir français.
Villeneuve, fait prisonnier par le capitaine du HMS Conqueror, est très honorablement traité par l'ennemi anglais triomphant. Il assiste aux obsèques grandioses de son adversaire, Lord Nelson, avant d'être déposé sur les côtes de Bretagne au début du printemps 1806.

### Fin de vie
Débarqué à Morlaix le 18 avril 1806, il ne rentre pas à Paris et s'arrête à Rennes où, accablé par les reproches de Napoléon, il fut retrouvé mort de six coups de poignard dans la région du cœur dans la chambre de l'auberge où il résidait. La thèse du suicide est évoquée et contestée,. On ignore où il est enterré.

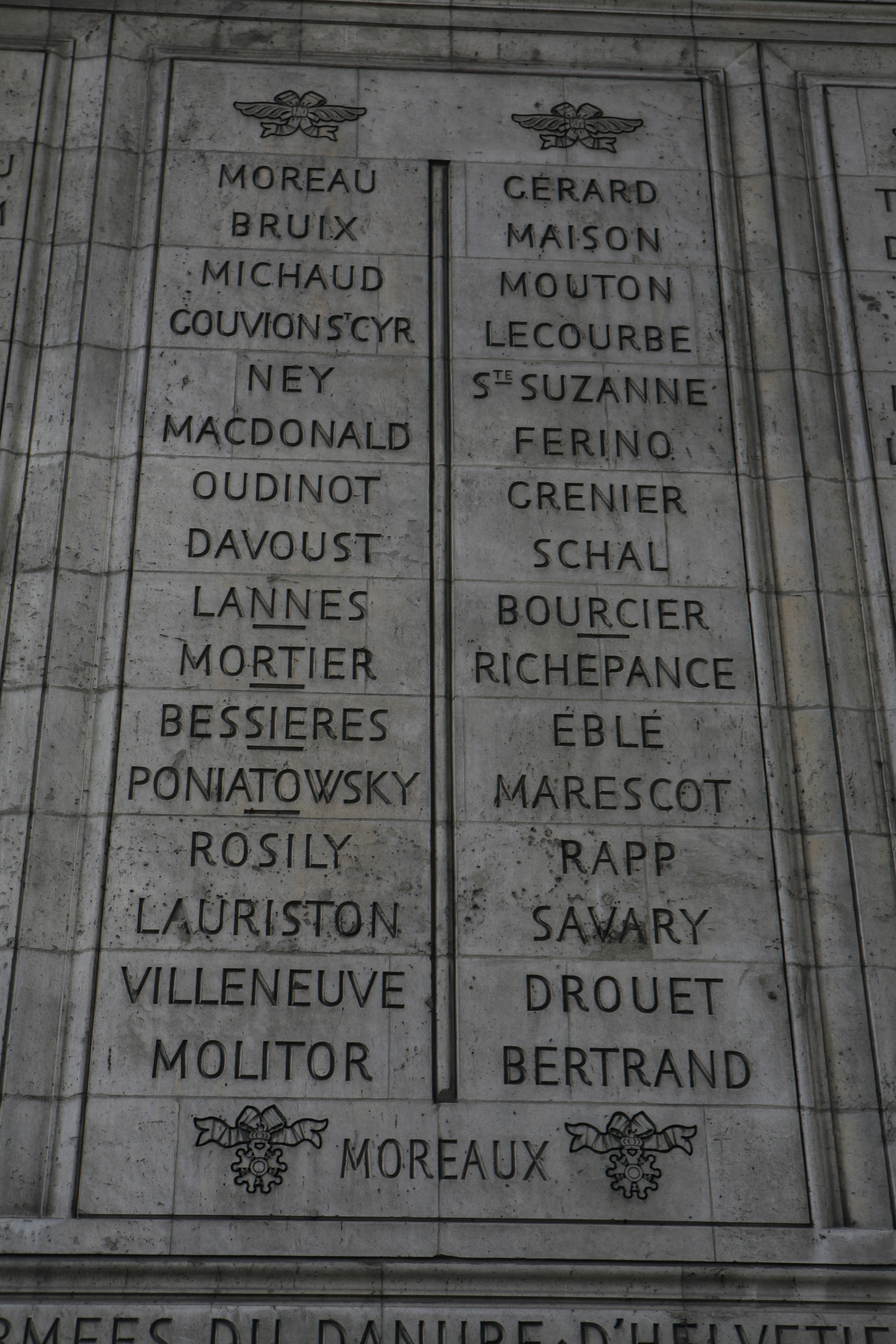
Noms gravés sous l'Arc de triomphe de l'Étoile : pilier Est, 13e et 14e colonnes.

La bastide des Villeneuve Esclapon où vivaient l'amiral Villeneuve et sa famille est située à Valensole dans les Alpes-de-Haute-Provence : il s'agit du Clos de Villeneuve.
Son nom figure sur l'Arc de triomphe de Paris.

## Source partielle
« Pierre Charles Silvestre de Villeneuve », dans Charles Mullié, Biographie des célébrités militaires des armées de terre et de mer de 1789 à 1850, 1852 [détail de l’édition]